# Winesburg
Winesburg – jednostka osadnicza w Stanach Zjednoczonych, w stanie Ohio, w hrabstwie Holmes.